# Vilhelm Wachtmeister
Vilhelm Wachtmeister af Johannishus, född 19 februari 1809 på Nääs säteri i Bärbo socken, död 13 december 1879 i Nyköping, var en svensk greve och godsägare.

## Biografi
Vilhelm Wachtmeister blev juris utriusque kandidat vid Uppsala universitet 1832 och auskultant i Svea hovrätt 1833. Han fick vid faderns död 1826 ärva Husbygård som föräldrarna hade köpt 1795.

## Familj
Har var son till greven och generalen Gustaf Wachtmeister och Henriette Elisabet Falkenberg af Bålby, dotter till greven och riksrådet Melker Falkenberg. Han var bror till Gustaf Wachtmeister (1792-1859) och Claes Adam Wachtmeister (1795-1873) och gifte sig den 8 juli 1840 på Lagerlunda i Östergötland med sin kusins dotter, grevinnan Magdalena Charlotta Fredrika Eleonora Sinclair, född 1819. Hennes mormor hette Magdalena Sofia Falkenberg af Bålby och var äldre syster till Vilhelms mor. I äktenskapet föddes nio barn, varav åtta uppnådde vuxen ålder.
- Magdalena Henriette, 1841-1874.
- Carl Hans, 1844-1910.
- Louise Eleonora, 1845-1920.
- Henriette Elisabet, 1847-1922.
- Fredrique Wilhelmina, 1849-1936.
- Gustaf Wilhelm, 1850-1915. Han gifte sig den 30 oktober 1879 med Eva Sofia Jacquette Ramsay, född 1855. Efter faderns död övertog han äganderätten till Husbygård.
- Claes Fredrik, 1851-1852.
- Hedvig Eleonora, 1856-1916.
- Rutger Alarik, 1858-1912.